# ترامپ غیرمجاز
ترامپ غیرمجاز (انگلیسی: Trump Unauthorized) یک فیلم ساخته ۲۰۰۵ میلادی در ژانر بیوگرافی است که دربارهٔ زندگی شغلی دونالد ترامپ است. این فیلم به زندگی اقتصادی دونالد ترامپ می‌پردازد.

## بازیگران
- لویی فره‌را
- ریچارد پورتنو
- سال روبینک
- پیتر مک‌نیل
- کاترین وینیک